# Emberiza

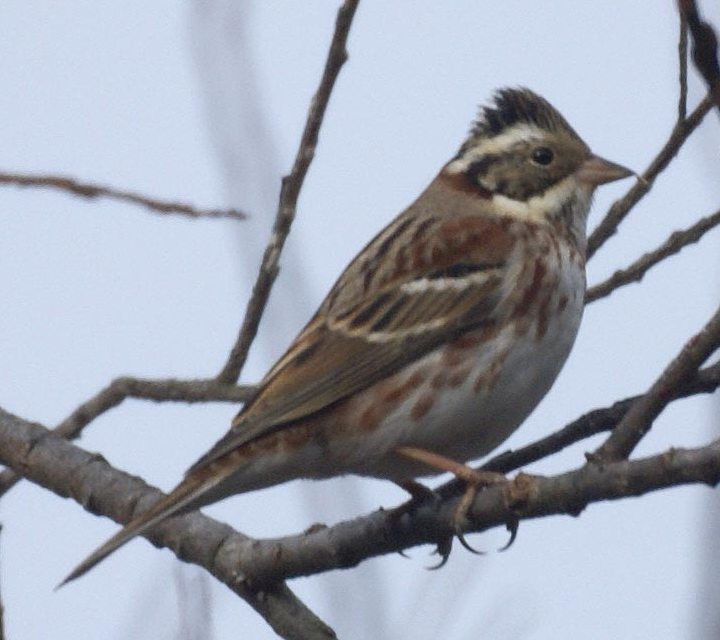
Erdei sármány (Emberiza rustica)

Az Emberiza a madarak osztályának verébalakúak (Passeriformes) rendjébe és a sármányfélék (Emberizidae) családjába tartozó nem.
 Egyes szervezetek a Fringillaria és a Schoeniclus sorolják a fajok egy részét.

## Rendszerezésük
A nemet Carl von Linné svéd természettudós írta le 1758-ban, az alábbi fajok tartoznak ide:
- sisakos sármány (Emberiza lathami)[1]
- palakék sármány (Emberiza siemsseni[1] vagy Schoeniclus siemsseni) [2]
- sordély (Emberiza calandra)
- citromsármány (Emberiza citrinella)
- fenyősármány (Emberiza leucocephalos)
- bajszos sármány (Emberiza cia)
- Godlewski-sármány (Emberiza godlewskii)
- mezei sármány (Emberiza cioides)
- ezüstfejű sármány (Emberiza stewarti)
- barkós sármány (Emberiza jankowskii)
- kövi sármány (Emberiza buchanani)
- szürke sármány (Emberiza cineracea)
- kerti sármány (Emberiza hortulana)
- rozsdás sármány (Emberiza caesia)
- sövénysármány (Emberiza cirlus)
- sivatagi sármány (Emberiza striolata[1] vagy Fringillaria striolata)[2]
- Emberiza sahari[1]
- pacsirtasármány (Emberiza impetuani[1] vagy Fringillaria impetuani)[2]
- hegyi sármány (Emberiza tahapisi[1] vagy Fringillaria tahapisi)[2]
- Gosling-sármány (Emberiza goslingi)
- szokotrai sármány (Emberiza socotrana[1] vagy Fringillaria socotrana)[2]
- fokföldi sármány (Emberiza capensis[1] vagy Fringillaria capensis)[2]
- Vincent-sármány (Emberiza vincenti) [1]
- Tristram-sármány (Emberiza tristrami[1] vagy Schoeniclus tristrami)[2]
- barnafülű sármány (Emberiza fucata)
- törpesármány (Emberiza pusilla[1] vagy Schoeniclus pusillus)[2]
- tajgasármány (Emberiza chrysophrys[1] vagy Schoeniclus chrysophrys)[2]
- erdei sármány (Emberiza rustica[1] vagy Schoeniclus rusticus)[2]
- sárgatorkú sármány (Emberiza elegans[1] vagy Schoeniclus elegans)[2]
- aranyos sármány (Emberiza aureola[1] vagy Schoeniclus aureolus)[2]
- szomáli sármány (Emberiza poliopleura)[1]
- szavannasármány (Emberiza flaviventris)[1]
- barnaszárnyú sármány (Emberiza affinis)[1]
- Cabanis-sármány (Emberiza cabanisi)[1]
- vörhenyes sármány (Emberiza rutila[1] vagy Schoeniclus rutilus)[2]
- tibeti sármány (Emberiza koslowi)
- kucsmás sármány (Emberiza melanocephala)[1]
- vörösfejű sármány (Emberiza bruniceps)[1]
- kénsárga sármány (Emberiza sulphurata[1] vagy Schoeniclus sulphuratus)[2]
- feketearcú sármány (Emberiza spodocephala[1] vagy Schoeniclus spodocephala)[2]
- bambuszsármány (Emberiza variabilis[1] vagy Schoeniclus variabilis)[2]
- szürkevállú sármány (Emberiza pallasi[1] vagy Schoeniclus pallasi)[2]
- nádi sármány (Emberiza schoeniclus[1] vagy Schoeniclus schoeniclus)[2]
- mandzsu sármány (Emberiza yessoensis[1] vagy Schoeniclus yessoensis)[2]
- Emberiza yunnanensis[2]

A nembe sorolnak továbbá egy kihalt fajt is.    
- hosszúlábú sármány (Emberiza alcoveri)